# Ivar Braut

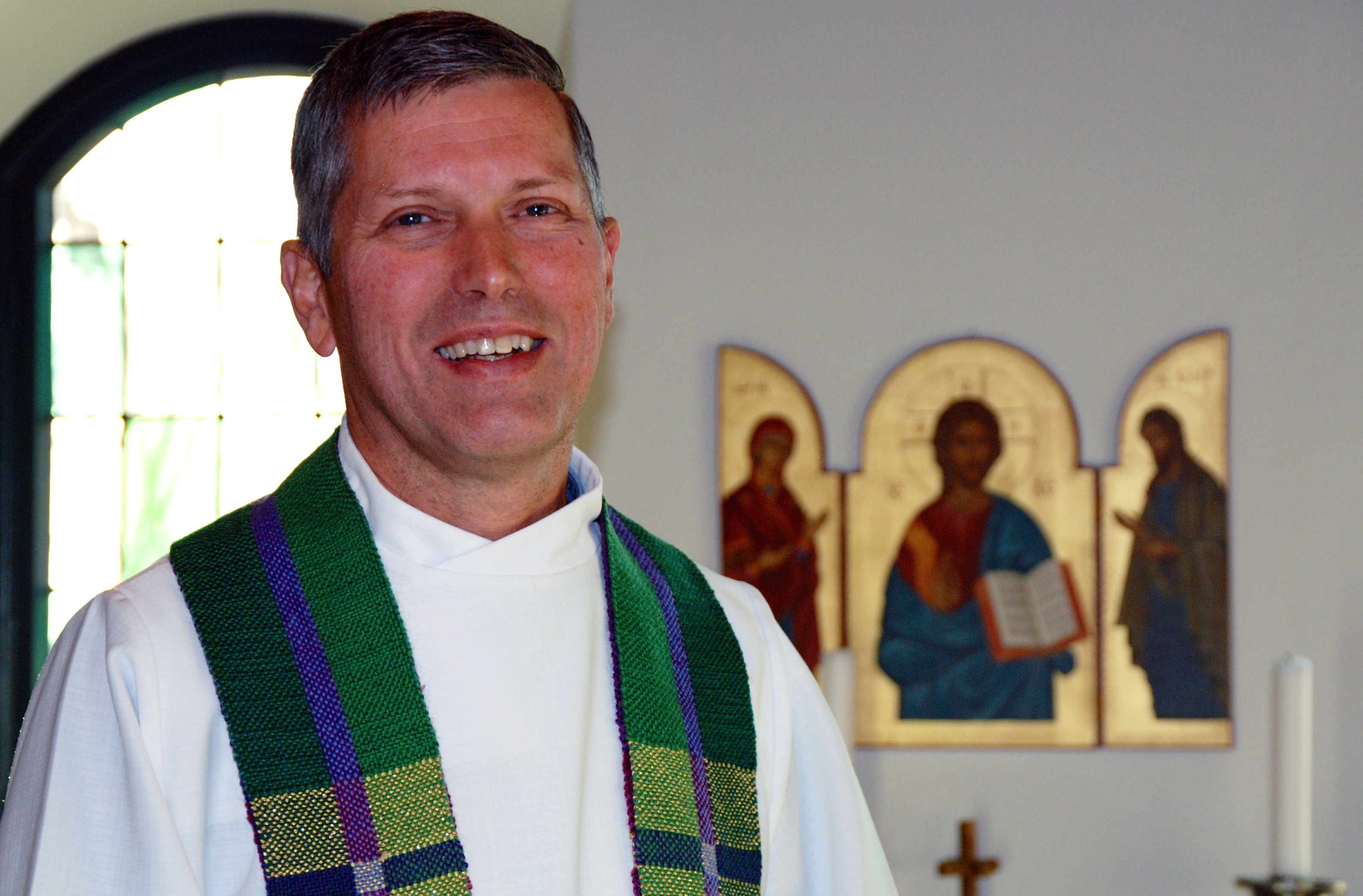
Ivar Braut (2017)

Ivar Braut (* 28. Februar 1956 in Stord) ist ein norwegischer lutherischer Geistlicher und Theologe. Von März 2017 bis Oktober 2018 war er Bischof im Bistum Stavanger der Norwegischen Kirche.
Braut studierte Evangelische Theologie an der Menighetsfakultet (Gemeindefakultät) in Oslo und legte 1980 das theologische Kandidatenexamen ab. Nach seiner Ordination 1981 arbeitete er in verschiedenen Gemeinden in Oslo und Trondheim, dazwischen auch 1988–1991 als Lehrer an der Bibelschule in Grimstad. 1994 wurde er Pfarrer und Propst in Stord, 2000 Pfarrer an der Birkeland kirke in einem Vorort von Bergen. Er war ab 2005 Ersatzmitglied und ab 2011 Mitglied im Bistumsrat des Bistums Bjørgvin; von 2012 bis 2014 war er Mitglied im Kirkerådet, dem Leitungsgremium der Norwegischen Kirche. Am 8. Dezember 2016 wurde er als Nachfolger von Erling Pettersen zum Bischof des Bistums Stavanger gewählt und am 17. März 2017 im Dom zu Stavanger in sein Amt eingeführt. 
Braut kündigte im August 2018 an, dass er wegen gesundheitlicher Probleme in den vorzeitigen Ruhestand gehen werde. Er feierte am 4. Oktober 2018 seinen Abschiedsgottesdienst; seitdem übt Anne Lise Ådnøy das Bischofsamt aus (zuerst kommissarisch, seit März 2019 regulär).